# Charlie Francis
Charlie Francis, född 13 oktober 1948, död 12 maj 2010, var en friidrottare från Kanada. Han deltog vid olympiska sommarspelen 1972.